# Uz Maršala Tita
Uz Maršala Tita (česky doslova S maršálem Titem) je jugoslávská partyzánská píseň z druhé světové války. 
Text pochodové písně, která se stala v dobách války značně populární, složil tehdejší chorvatský spisovatel Vladimir Nazor. Melodii napsal Oskar Danon. Poprvé hrála dne 29. listopadu na druhém zasedání Antifašistické rady národního osvobození Jugoslávie. 
Píseň ve svém textu oslavuje Josipa Broze jako vůdce partyzánského hnutí. Odkazuje na propagandu Nezávislého státu Chorvatsko, jehož političtí představitelé po vypuknutí války na Balkáně v dubnu 1941 prohlásili, že Chorvati nejsou Slované, nýbrž východní Gótové. Text písně uvádí, že všichni Jihoslované jsou skutečně slovanského původu. Píseň měla původně začínat slovy „Uz Tita i Staljina, dva junačka sina...“, nicméně v poslední chvíli byl tento text změněn a Stalin z něho byl vypuštěn. A to i přesto, že jugoslávské partyzánské vojsko a jeho vedení bylo v roce 1943 Rudé armádě zcela loajální.

## Text a překlad hymny
| Originální text | Český překlad |
| --- | --- |
| Uz maršala Tita, junačkoga sina, nas neće ni pakao smest'! Mi dižemo čelo, Mi kročimo smjelo i čvrsto stiskamo pest! Rod prastari svi smo, a Goti mi nismo. Slavenstva smo drevnoga čest. Ko drukčije kaže, kleveće i laže, našu će osjetit pest! Sve prste na ruci, u jadu i muci, partizanska stvorila je svijest. Pa sad, kad i treba, do sunca do neba, visoko mi dižemo pest! | S Maršálem Titem, hrdinným synem, nás ani peklo nezarazí. Zvedáme čela, a směle kráčíme A pevně zatínáme pěst! Rod prastarý my jsme, a Gótové nejsme, Slovansta jsme starodávná část. A kdo jinak to tvrdí, lže a klevetí, pocítí naši pěst! Prsty na rukách v bídě a i v mukách partyzány pojí vědomí. A až bude třeba, do slunce, do nebe vysoko zvedneme pěst! |

## Obraz v kultuře
Píseň byla použita pro úvod filmu Hezké vesnice hezky hoří z roku 1996 srbského režiséra Srđana Dragojeviće.